# لوبو
لوبو (به آلمانی: Lübbow) یک شهر در آلمان است که در نیدرزاکسن واقع شده‌است.

## خصوصیات
لوبو ۱۹٫۵۲ کیلومترمربع مساحت دارد ۲۳ متر بالاتر از سطح دریا واقع شده‌است.